# 沙河口站
沙河口站是位于中国辽宁省大连市沙河口区的一座火车站，建于1909年，现为中国铁路沈阳局集团大连车务段管辖的三等站，到大连港、大连东站的货运线在本站分岔。

## 车站构造
候车室一座，2台3道，其中一座侧式站台、一座岛式站台。

## 车站周边
车站周边主要是居民住宅，西南侧是原满铁沙河口工场，即今大连机车厂。为安置机车厂的员工并解决其交通问题，满铁于1909年设立沙河口站。
拆除3路有轨电车后，有轨电车终点设于此，几经调整后成为有轨电车201路终点。2006年对201路进行改造，拆除沙河口火车站-兴工街段轨线，有轨电车终点改在兴工街。这一路段现已改造为BRT的一段。
2014年12月9日，车站停办客运业务，2020年9月28日停办售票业务。